# Brigitte Freihold
Brigitte Freihold (nascida em 9 de abril de 1955) é uma política alemã. Nascida em Kaiserslautern, Renânia-Palatinado, ela representa a Esquerda. Brigitte Freihold é membro do Bundestag pelo estado da Renânia-Palatinado desde 2017.

## Vida
Depois de terminar o ensino médio, Brigitte Freihold estudou alemão e artes plásticas para a profissão de docente em escolas primárias e secundárias e trabalhou como professora. Ela tornou-se membro do Bundestag após as eleições federais alemãs de 2017. Ela é membro do Comité de Cultura e Mídia e é porta-voz do seu grupo em Educação para o Desenvolvimento Sustentável.